# Адриас (эсминец)
«Адриас» (греч. ΒΠ Αδρίας; префикс ΒΠ, сокр. от βασιλικό πλοίο, в переводе с греч. — «королевский корабль») — греческий эскортный миноносец типа «Хант» (3-й серии). Строился в Англии для Королевского военно-морского флота, в котором должен был называться HMS Border (L67). На стапеле передан греческому Королевскому ВМФ, понёсшему тяжёлые потери в начале Второй мировой войны. Включён в состав греческого флота 5 августа 1942 года как «Адриас» (L67). Назван в честь древнего греческого города Адрия, который располагался на побережье в дельте рек По и Адидже.

## Служба
20 июля 1942 года в городе Ньюкасл-апон-Тайн командование кораблём принял коммодор Иоаннис Тумбас. 26 августа, по завершении испытаний, эскортный миноносец шедший в тумане на одном двигателе сел на мель вблизи Скапа-Флоу на Оркнейских островах. Последующий ремонт занял четыре месяца. В начале января 1943 года «Адриас» ушёл в Средиземное море. По прибытии корабль включился в работу по сопровождению конвоев.
27 января 1943 года «Адриас», находившийся в 360 милях к северо-западу от мыса Финистерре, атаковал и, вероятно, потопил немецкую подводную лодку U-553 (Британское адмиралтейство известило о её вероятном потоплении). После войны потеря лодки была официально подтверждена[кем?] датой 27 января, однако корабль, потопивший её, не был указан. В том же походе 13 февраля 1943 года «Адриас» серьёзно повредил или потопил U-623. Последний раз лодка вышла на связь 9 февраля.
Позднее «Адриас» продолжил службу в охране средиземноморских конвоев, а также в высадке союзников в Сицилии. 20 июля 1943 года (во время Сицилийской операции), «Адриас» совместно с британским эскортным миноносцем HMS Quantock (L58) вступил в бой с тремя немецкими торпедными катерами, двое из которых были потоплены.
20 сентября 1943 года «Адриас», представлявший Грецию, в составе четырёх союзных кораблей принял на Мальте сдачу итальянского флота, пришедшего с базы в Таранто.

### Подрыв на мине

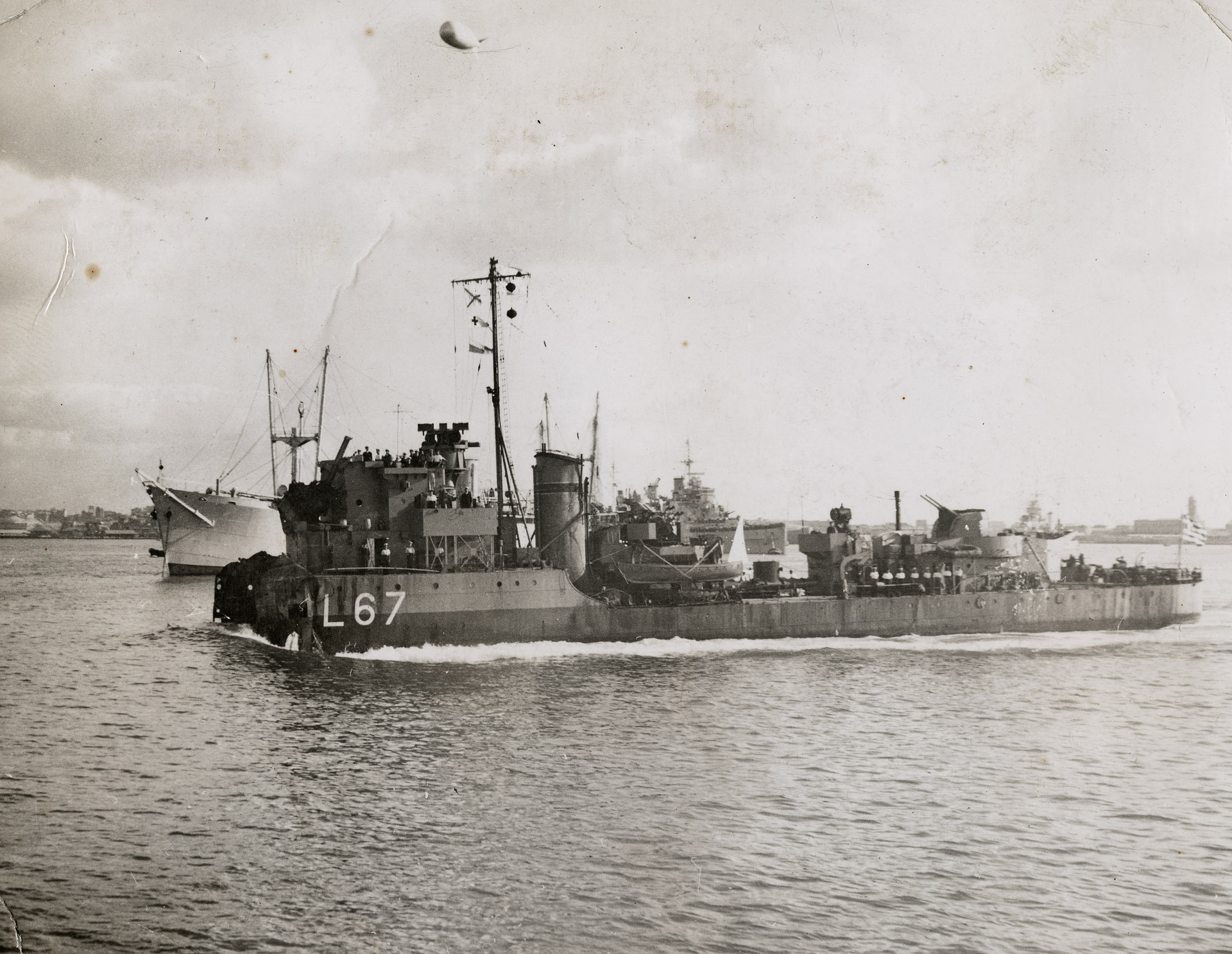
Эскортный миноносец «Адриас» с оторванной взрывом мины носовой частью входит в Александрийский порт, 6 декабря 1943 года.

22 октября 1943 года в ходе Додеканесской операции «Адриас», действовавший совместно с однотипным HMS Hurworth (L28), подорвался на мине вблизи острова Калимнос. Взрывом был оторван нос корабля. Командующий 14-й британской флотилией (в районе находились также британские эсминцы HMS Pathfinder и HMS Jervis) приказал Тумбасу оставить корабль. HMS Hurworth, попытавшийся помочь «Адриасу», сам подорвался на мине и пошёл на дно с 143 моряками. Греческий корабль оказал помощь уцелевшим британцам несмотря на собственные тяжёлые повреждения, после чего сумел дойди до ближайшего к нему побережья нейтральной Турции. Потери экипажа составили 21 человека убитыми и 30 человек — ранеными. Экипаж похоронил убитых и наскоро залатал корабль, после чего эскортный миноносец взял курс на Александрию, путь до которой составлял 730 миль, в том числе и 300 миль в пределах радиуса действия немецких бомбардировщиков Ju 88, базировавшихся на греческих аэродромах.
6 декабря (в день Святого Николая — покровителя греческих моряков) «Адриас» прибыл в Александрию, где был с энтузиазмом встречен экипажами союзных кораблей. Благополучный исход трудного похода благоприятно сказался на боевом духе моряков.
После освобождения Греции «Адриас», получивший в ходе ремонта временный нос, перебазировался вместе с остальными греческими кораблями в Фалер. Последовавшее вскоре окончание войны отменило необходимость в полноценном ремонте, а сам корабль был отправлен в Англию, где и был возвращён британскому флоту. Взамен греческому флоту был передан в аренду эскортный миноносец «Адриас» (D06) — бывший HMS Tanatside (L69) того же типа. Помимо «Адриаса» британский флот передал греческому следующие корабли типа «Хант»:
- «Франк Хэстингс» — бывший HMS Catterick (L81), в 1946 г.;
- «Константин Канарис» — бывший HMS Hatherleigh (L53);
- «Миаулис Андреас-Вокос» — бывший HMS Modbury (L91);
- «Пинд» — бывший HMS Bolebroke (L65);
- «Крити» — бывший HMS Hursley (L84);
- «Фемистоклис» — бывший HMS Bramham (L51).

22 октября 1947 года офицеры «Адриаса» во главе с капитаном Тумбасом вернулись в турецкий Гюмюшлюк (др.-греч. Минд), где забрали останки 21 моряка «Адриаса» и перезахоронили их в Греции.

## В искусстве
В фильме «Пушки острова Наварон» эскадренный миноносец несёт номер вымпела L67 — номер вымпела «Адриаса».

## Память
В 1994 году имя «Адриас» получил фрегат УРО типа «Кортенар» — «Адриас» (F459).